# Anemone narcisiflora
L’anemone narcisiflora (Anemonastrum narcissiflorum) és una espècie herbàcia de la família de les ranunculàcies que viu en ambients de muntanya al nord de la península Ibèrica, concretament als Pirineus i serres properes.
Mesura entre un i dos pams d’alçada i porta una umbel·la amb 3-6 flors de color blanc molt característiques.

## Descripció
Es una herba perenne que pot atènyer els 40 cm d’alt, amb fulles palmades, profundament dividides i amb segment laciniats. Les flors, com en totes les anemones tenen un número variable de “pètals”, normalment 5 o 6 (que pròpiament caldria anomenar tèpals, ja que no hi ha un calze i una corol·la clarament diferenciades). Els estams són nombrosos i de color groc i al centre hi ha també un nombre elevat de carpels individuals, amb un bec curt i glabre (que seria el caràcter que els diferenciaria d'altres espècies semblants que hom ha situat al gènere Pulsatilla).

## Distribució i hàbitat
És una espècie de distribució boreoalpina que viu en terrenys muntanyosos del hemisferi nord; d'Amèrica del Nord, Àsia o Europa. Als Pirineus no és molt comuna però la trobaríem, amb una certa continuïtat, des de Navarra fins al Capcir i el Conflent, arribant a serres exteriors com El Turbó, el Moixeró o la Serra d'Ensija. Viu en prats més o menys pedregosos amb sòl profund, preferentment calcaris.

## Taxonomia
L'epítet específic "narcissiflora" fa referència a un a suposada semblança amb les flors d'un narcís que devia trobar-li Carl von Linné, l'any 1753, quan va descriure aquesta espècie, originalment com Anemone narcissiflora, a la seva obra més reconeguda, Species Plantarum. Així consta encara a moltes flores de referència, com "Flora Ibérica" o la Flora dels Països Catalans. Fou transferida al gènere Anemonastrum per Josef Ludwig l'any 1973.
El tradicional gènere Anemone està  estretament relacionat amb Pulsatilla i Hepatica; alguns botànics els inclouen tots dos dins d'Anemone. En canvi altres obres consideren que són tres gèneres separats.
Més recentment, s'han descrit nous gèneres i fins i tot s'ha postulat l'existència de tota una nova família per aquestes espècies, anomenada Anemonaceae, però que encara no ha estat globalment acceptada.

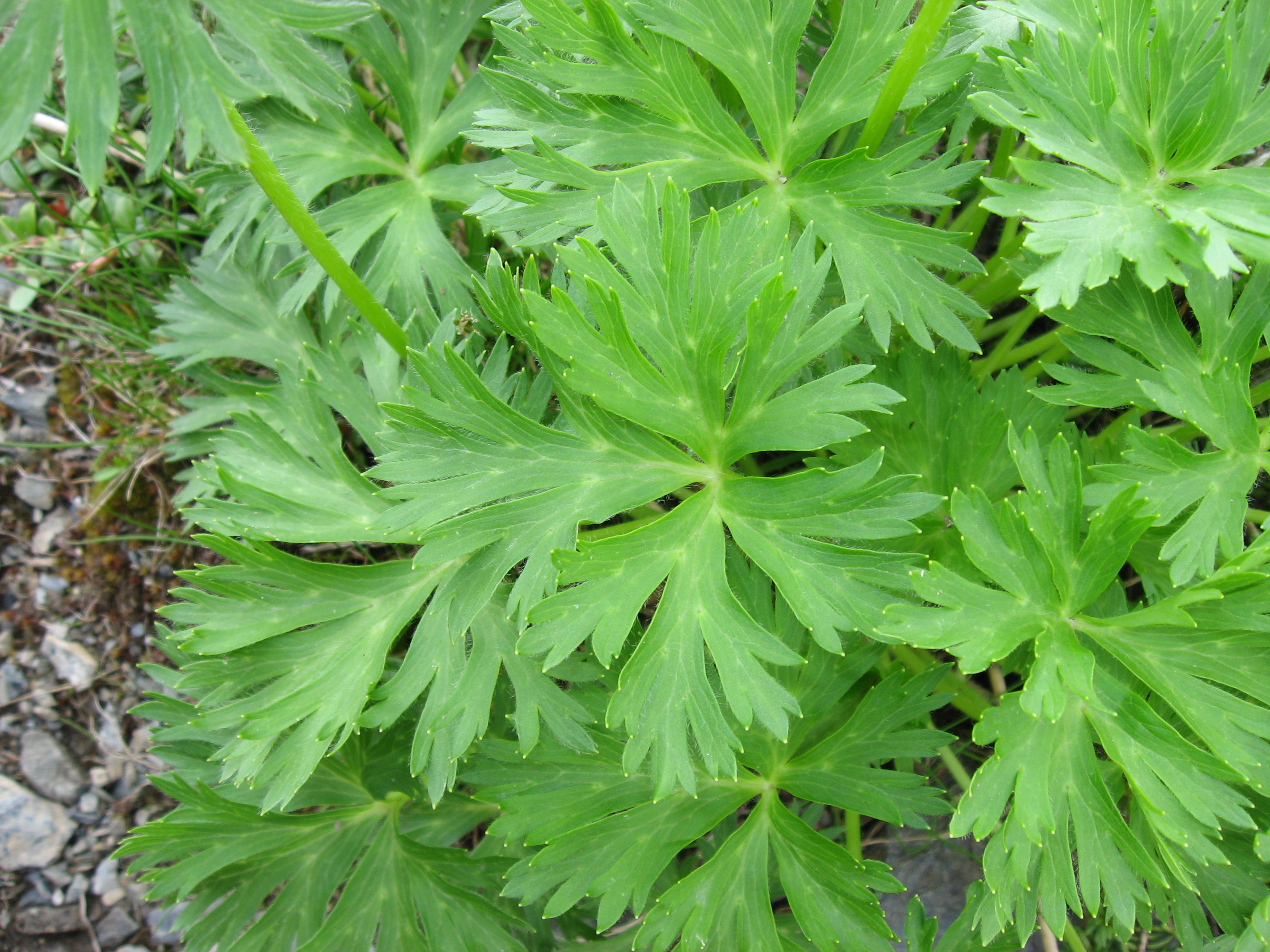
Fulles palmades, profundament dividides
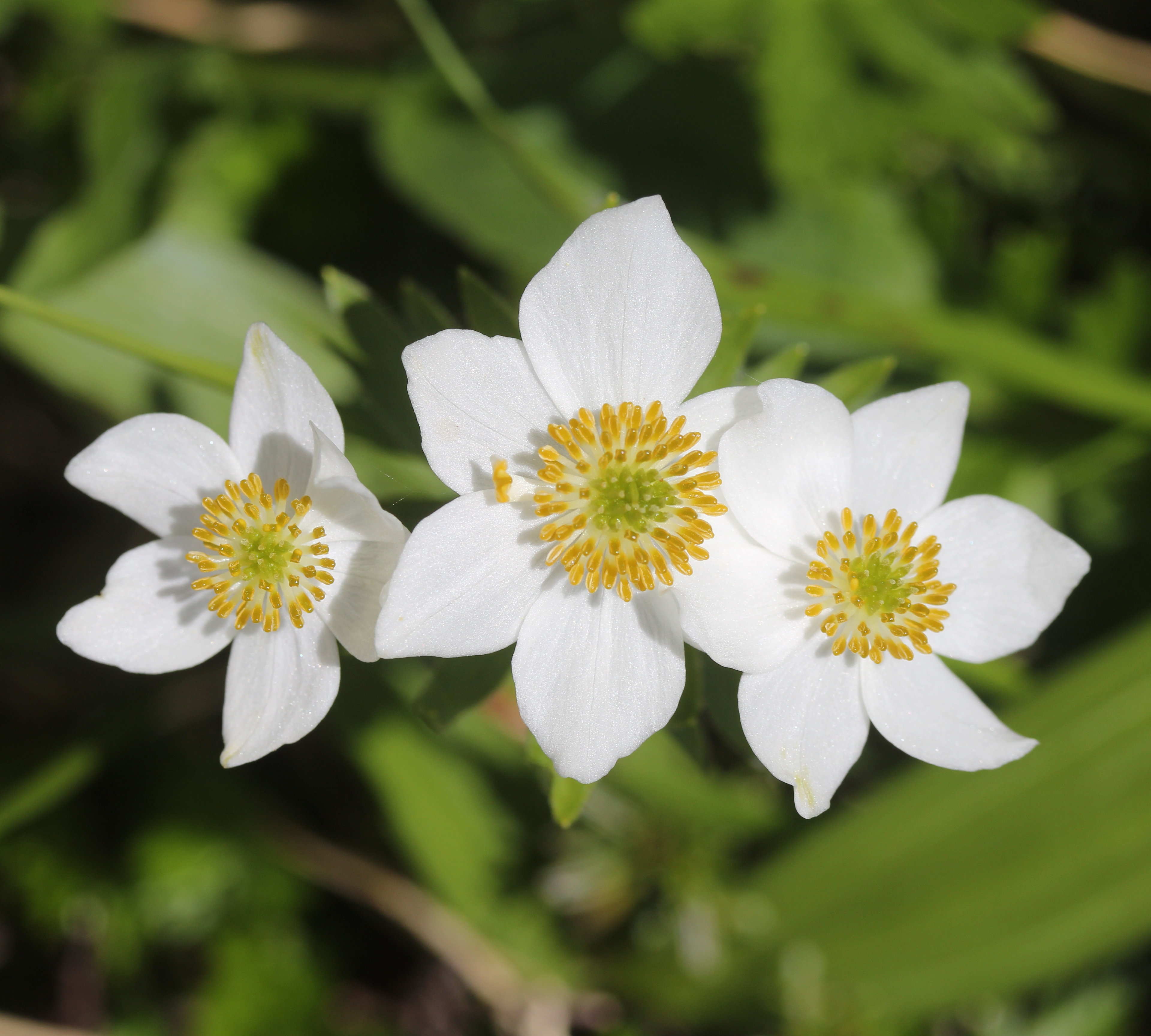
Flors "semblants a un narcís" (Mount Nukedo, Japó)
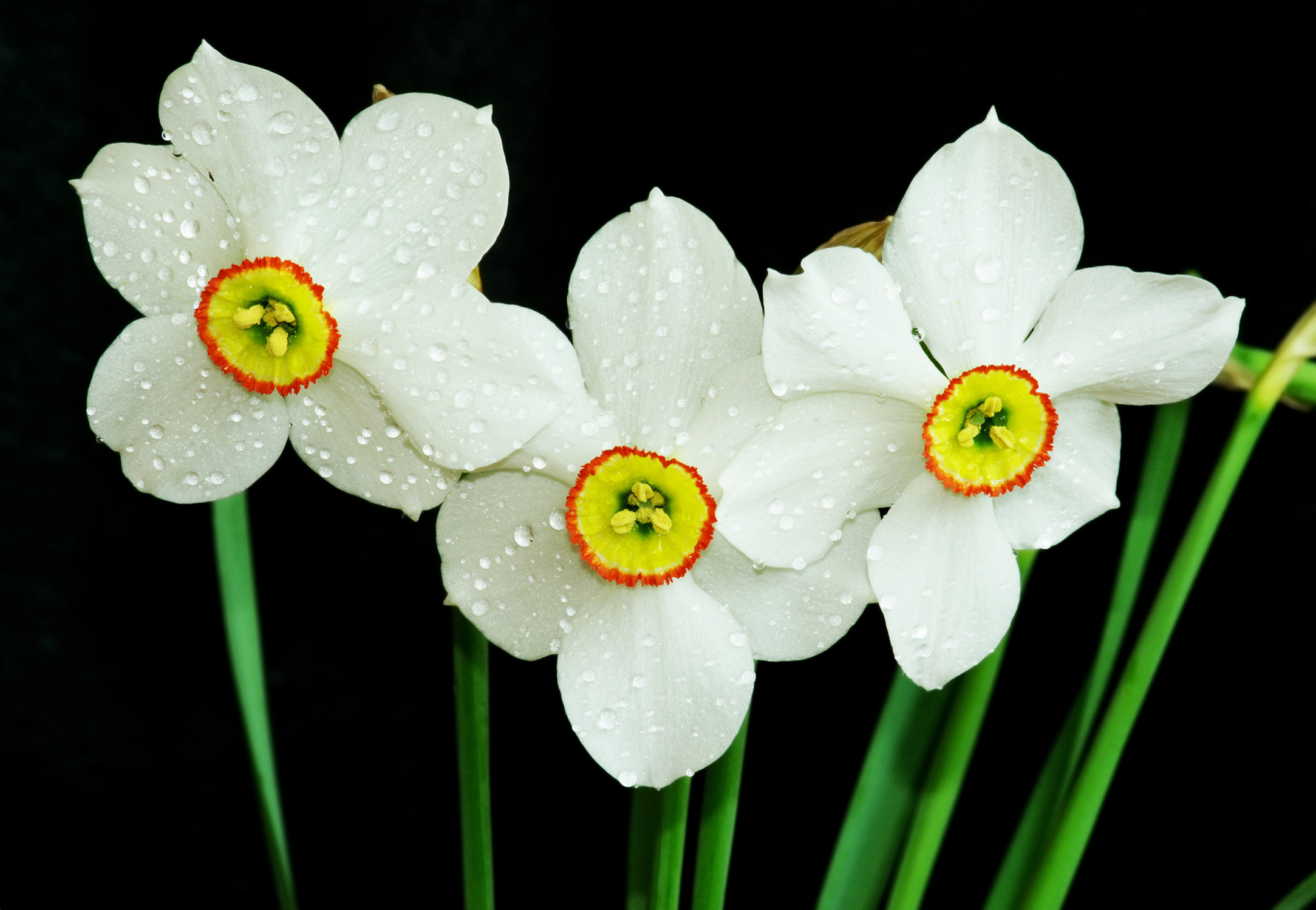
Flors del narcís dels poetes, per comparar